# Нимье, Роже
Роже́ Нимье́ (фр. Roger Nimier; 31 декабря 1925, Париж — 28 сентября 1962, Гарш) — французский писатель, журналист и сценарист. Считался лидером литературной группы «Гусары», получившей название по самому известному роману Нимье «Голубой гусар».

## Биография и творчество
Роже Нимье родился в 1925 году в Париже. Его отец был инженером; мать получила музыкальное образование. Семья жила в XVII округе Парижа. Отец умер, когда Роже было 14 лет.
Роже учился в лицее имени Пастера в Нёйи и был одним из лучших учеников. В 1942 году поступил в Сорбонну; в 1944 году ушёл добровольцем на фронт и служил во Втором гусарском полку.
Первый роман Нимье, L'Étrangère, близкий по стилю к произведениям Кокто и Жироду, был опубликован лишь после смерти автора. Первым напечатанным произведением Нимье стал роман «Шпаги» (1948), в котором Франция периода немецкой оккупации и Сопротивления показана глазами циничного и беспринципного Франсуа Сандера.
В 1950 году вышли сразу три произведения Нимье: эссе «Испанский гранд» (Le Grand d’Espagne) и романы «Вероломный» (Perfide) и «Голубой гусар» (Le Hussard bleu). Последний, представлявший собой продолжение «Шпаг», имел огромный успех и прославил своего автора. В 1951 году был опубликован роман «Грустные дети», портрет поколения, имеющий в то же время автобиографические черты, а в 1953 — «История одной любви». После этого Нимье перестал писать. В письме Жаку Шардону, которого считал своим литературным учителем, он писал: «Клянусь больше не печатать романов в течение десяти лет».
В 1952 году в журнале Les Temps Modernes появилась статья Бернара Франка, озаглавленная «Grognards & Hussards». «Гусарами» — по названию романа «Голубой гусар» — Франк назвал группу писателей послевоенной Франции, в числе которых были Роже Нимье, Антуан Блонден и Жак Лоран. Впоследствии словечко «гусары» стало самоназванием группы, к которой примкнули также Франсуа Нурисье, Мишель Деон, Стефан Эке. Члены этой во многом противоречивой группы утверждали аполитичность литературы, но в то же время примыкали к правому лагерю; выступали за чистоту языка и стиля, находясь вместе с тем под влиянием стилистики Селина. Лидером «гусаров» был признан Нимье; после его смерти группа перестала существовать.
Отойдя от литературы, Нимье работал некоторое время литературным советником в «Галлимаре». Он также стал главным редактором журнала Opéra и сотрудничал с еженедельником La Nation française. Кроме того, он интересовался кинематографом и сотрудничал, в качестве сценариста, с Антониони, Сиодмаком, Астрюком, Луи Малем (для последнего Нимье написал сценарий его дебютного фильма «Лифт на эшафот»). Всё большую роль в его жизни играли алкоголь, женщины и автомобили. 28 сентября 1962 года Нимье погиб в автокатастрофе, будучи за рулём своего Aston Martin DB4: машина на полной скорости врезалась в ограждение автострады. Вместе с ним погибла находившаяся в машине молодая писательница Сюнсьяре де Ларкон. Впоследствии выдвигалась версия, что именно она была за рулём. Предполагалось также, что Нимье мог совершить самоубийство.
После смерти Нимье был опубликован его последний роман «Влюблённый Д’Артаньян». Автор не успел его закончить; две последние главы написал Антуан Блондель. В 1963 году была учреждена Премия Роже Нимье: она вручается молодому писателю, чьё творчество наследует традициям Нимье.